# 久恒秀治
久恒秀治 (ひさつね しゅうじ、1911年 - 1982年）は、日本の日本庭園研究家・造園家・作庭家・庭園評論家。
1936年（昭和11年）より京都において、風致復興会の業務と古典や書道、荼の湯を学ぶ傍ら古名園の実測を独力で開始。当時の京都にのこる名園の荒廃を憂い、後の修復工事に役立つため五十分の一という詳細な測図を逐次作製。1941年（昭和16年）ごろまでに御所関係以外は完成させている。
1953年から1956年にかけて、雑誌『芸術新潮』にいくつか日本庭園に関する論考を発表。
著書に『桂御所』（昭37, 新潮社刊）『京都名園記』〈上巻・中巻・下巻〉 (1967年-1969年、誠文堂新光社)　『作庭記秘抄』 (1979年、誠文堂新光社)などがある。
イサム・ノグチの「ユネスコのための庭園」でアドバイスもしている。

## 略歴
明治44年、東京四谷に生まれる。父は建築家で「建築工事仕様及積算法」の著者である久恒治助。
1928年（昭和三年）から洋画を岡田三郎助に師事。
1933年（昭和八年）に東京高等造園学校（現東京農業大学造園科学科の前身）を卒業し、龍居松之助の龍居庭園研究所に学ぶ。1934年（昭和九年）京阪地方の大風水害により文化財調査要員として京都府庁内京都風致復興会の嘱託となる。
この期間中、天龍寺、等持院、智積院などの名園修築を寺院と旧文部省に訴え、工事をに促迎し、監督した。その業のかたわら母校造園学校講師も勤める。1942年（昭和17年）から終戦まで応召。
1947年（昭和22年）京都府の委嘱により西芳寺庭園修理。
1948年（昭和24年）には京祁府知事の委嘱により金閣寺(鹿苑寺金閣)および銀閣寺(慈照寺銀閣)の庭園修理担当。また同年から天竜寺、西芳寺、西本願寺、智積院、清水成就院、南禅寺方丈、南禅院、金地院、大徳寺高桐院、高台寺などの名園を修理。
一方で大磯の吉田茂邸日本庭園で邸宅周辺部分を担当する。他作品に、ホテル熱海ガーデン日本庭園など。
1950年（昭和25年）以後は甲府昇仙閣の庭を始め個人依頼の庭をいくつか手がける。
1951年（昭和26年）からは桂離宮の研完などに専念している。
1962年に桂御所の研究により農学博士。